# 愛知県道490号笹戸小田木線
愛知県道490号笹戸小田木線（あいちけんどう490ごう ささどおたぎせん）は、愛知県豊田市内を通る一般県道である。

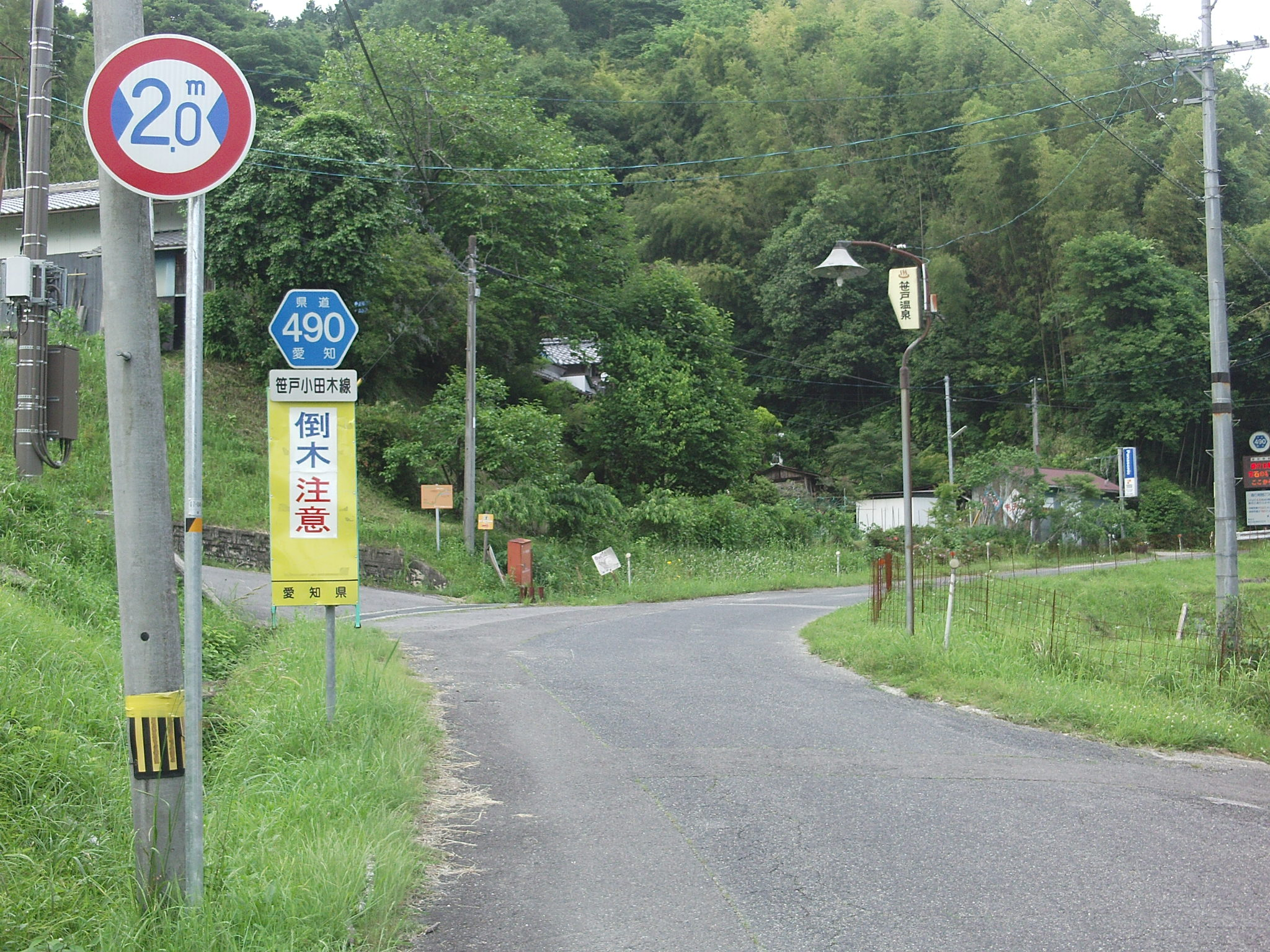
笹戸町（起点付近）。愛知県下最古の温泉地といわれる笹戸温泉がある地域。この先、路面状況が悪く行き違い困難な隘路であるので注意。

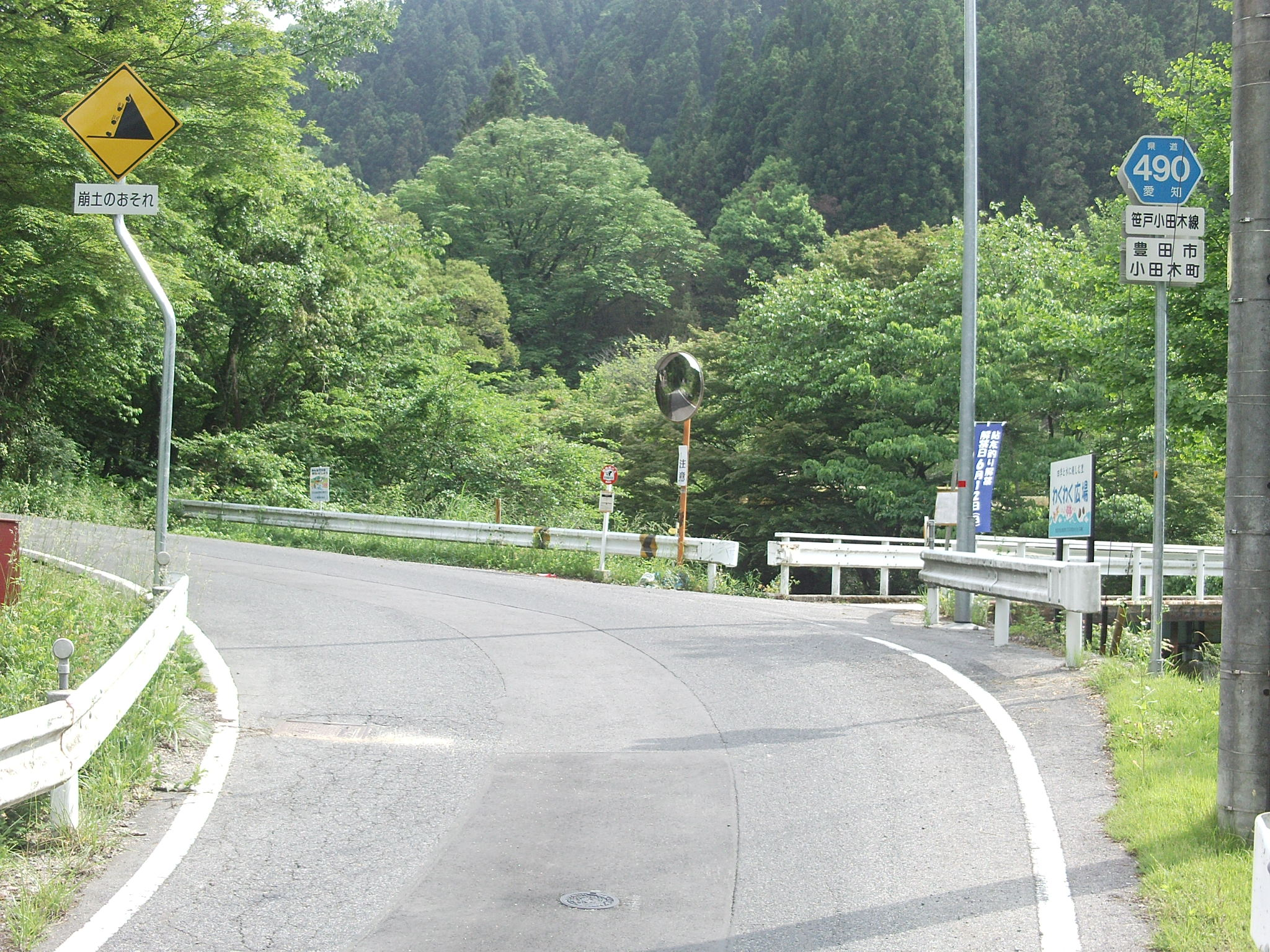
小田木町。小田木川に沿って通る。

## 概要

### 路線データ
- 起点：豊田市笹戸町
- 終点：豊田市小田木町
- 延長：約25.5km

## 沿革
- 1972年8月1日：認定

## 通過する自治体
- 愛知県
  - 豊田市

## 接続する道路
- 愛知県道355号島崎豊田線
- 愛知県道19号土岐足助線 重複区間
- 愛知県道366号小渡明川足助線 重複区間
- 愛知県道484号牛地大多賀線 重複区間
- 国道153号（飯田街道）

## 沿線・周辺
- 笹戸温泉
- 笹戸カントリークラブ
- 杉本郵便局
- 農村環境改善センター
- 愛知県警察 足助警察署杉本駐在所
- 豊田市立築羽小学校